# Alexander Hindersmann
Alexander „Alex“ Hindersmann (* 26. Juli 1988 in Gammelby) ist ein deutscher Fernsehdarsteller und Reality-TV-Teilnehmer. Bekannt wurde er 2018 als Gewinner der RTL-Sendung  Die Bachelorette, bei der er die letzte Rose von Nadine Klein bekam.

## Leben
Hindersmann schloss eine Ausbildung zum Personal Trainer und Ernährungsberater ab und arbeitet seitdem in diesem Beruf.
Im Jahr 2018 nahm er an der fünften Staffel der RTL-Datingshow Die Bachelorette teil, wo er versuchte, das Herz von Nadine Klein zu erobern. Im Finale überreichte ihm Klein die letzte Rose. Kurze Zeit nach der Ausstrahlung der Sendung trennte sich das Paar wieder. Neben mehreren Auftritten bei verschiedenen Veranstaltungen und Fernsehsendungen, wie unter anderem bei Die 10 …, versuchte Hindersmann es erneut in der 6. Staffel der Sendung und kämpfte dort um Gerda Lewis, verließ jedoch die Show freiwillig. Weitere Aufmerksamkeit erlangte er im Herbst 2019, als er bei der RTL-Show Bachelor in Paradise teilnahm. Doch auch hier schied er frühzeitig aus. Seit 2021 ist er mit der Fernsehmoderatorin und Journalistin Laura Papendick liiert. Beide gaben ihre Beziehung erst nach einem Jahr öffentlich bekannt. Im Juni 2023 wurden sie Eltern eines Sohnes.

## Fernsehauftritte
- 2018, 2019: Die Bachelorette (RTL)
- seit 2018: Die 10 … / Die 25 … (RTL) (gelegentliche Auftritte)
- 2019: Bachelor in Paradise (RTL)